# Élection présidentielle grecque de 2005
L'élection présidentielle grecque de 2005 s'est déroulée le 8 février 2005 en Grèce.
La Constitution de 1975 empêche le président sortant Konstantínos Stephanópoulos de briguer un troisième mandat de cinq ans.
Après avoir consulté les différents partis représentés au Parlement, le Premier ministre conservateur Kóstas Karamanlís propose la candidature de Károlos Papoúlias. Cet ancien ministre socialiste reçoit aussitôt le soutien de la Nouvelle Démocratie et du PASOK, ce qui rend son élection acquise.
Les dix-sept députés de Synaspismós et du KKE refusent néanmoins de voter en faveur de Papoúlias.
Le mandat du président élu commence le 12 mars 2005.

## Résultats
| Candidat                 | Candidat                 | Parti                    | Premier tour | Premier tour |
| Candidat                 | Candidat                 | Parti                    | Voix         | %            |
| ------------------------ | ------------------------ | ------------------------ | ------------ | ------------ |
|                          | Károlos Papoúlias        | PASOK                    | 279          | 100          |
|                          |                          |                          |              |              |
| Majorité requise         | Majorité requise         | Majorité requise         | 200 voix     | 200 voix     |
|                          |                          |                          |              |              |
| Suffrages exprimés       | Suffrages exprimés       | Suffrages exprimés       | 279          | 94,25        |
| Votes blancs et nuls     | Votes blancs et nuls     | Votes blancs et nuls     | 17           | 5,75         |
| Total                    | Total                    | Total                    | 296          | 100          |
| Absents                  | Absents                  | Absents                  | 4            | 1,33         |
| Inscrits / Participation | Inscrits / Participation | Inscrits / Participation | 300          | 98,67        |